# Aichkirchen (Hemau)
Aichkirchen ist ein Pfarrdorf in der Stadtgemeinde Hemau im Landkreis Regensburg in Bayern. Aichkirchen war bis 1978 Sitz der gleichnamigen Gemeinde.

## Geschichte
Aichkirchen war eine Nebenkirche der Pfarre Hohenschambach, die in einer Schenkungsurkunde Heinrichs II. vom 1. November 1007 erstmals erwähnt wurde. Die heutige Pfarrkirche in Aichkirchen stammt aus dem 15. Jahrhundert und wurde 1878/79 neuromanisch ausgebaut. Die Gemeinde Aichkirchen entstand mit dem bayerischen Gemeindeedikt von 1818 und umfasste die Orte Aichkirchen, Aicha, Bügerl, Bügerlleithen, Grafenstadl, Kumpfhof, Lautersee und Oberhöfen. Am 1. Mai 1978 wurde die Gemeinde Aichkirchen nach Hemau eingemeindet.

## Regelmäßige Veranstaltungen
- Taubenmarkt (jeweils am Rosenmontag)
- Pfingstfest mit Oldtimertreffen der Feuerwehr Aichkirchen (jeweils am Pfingstmontag)

## Sehenswürdigkeiten
In der Liste der Baudenkmäler ist die Pfarrkirche Mariä Himmelfahrt.